# Xã Vivian, Quận Sargent, Bắc Dakota
Xã Vivian (tiếng Anh: Vivian Township) là một xã thuộc quận Sargent, tiểu bang Bắc Dakota, Hoa Kỳ. Năm 2010, dân số của xã này là 140 người.